# Giuseppe Tugnoli
Giuseppe Mario Tugnoli (ur. 2 października 1888 w Bolonii, zm. 13 września 1968 w Acle) – włoski lekkoatleta, kulomiot.
Podczas igrzysk olimpijskich w Antwerpii (1920) z wynikiem 12,07 zajął 14. miejsce w eliminacjach i nie awansował do finału.

## Rekordy życiowe
- pchnięcie kulą – 13,85 (1910) były rekord Włoch[1]